# Biały Dwór (Orneta)
Pour les articles homonymes, voir Biały Dwór.
Biały Dwór est un village polonais de la voïvodie de Varmie-Mazurie, dans le powiat de Lidzbark.